# Tara Fuki
Tara Fuki ist ein tschechisches Cellistinnen-Duo. Beide Musikerinnen singen und eine spielt zusätzlich das Instrument Hang.

## Geschichte
Tara Fuki wurde im Jahr 2000 von Dorota Bárová (geborene Blahutová, * 22. August 1975) und Andrea Konstankiewicz (* 29. Dezember 1972) gegründet, nachdem sie sich beim Musikstudium an der Masaryk-Universität im mährischen Brünn kennengelernt hatten.
Tara Fuki wurde von der Tschechischen Musikakademie mit dem Anděl-Preis 2001 in den Kategorien „Alternative Musik“ und „Newcomer des Jahres“ sowie 2007 in der Kategorie „Weltmusik“ ausgezeichnet.

## Diskografie
- 2001: Piosenki do snu („Lieder für den Traum“)
- 2003: Kapka („Tropfen“)
- 2007: Auris (lat.: „Ohr“)
- 2011: Sens
- 2014: Winna
- 2016: The best of...
- 2020: Motyle